# IREDO

Logo IREDO

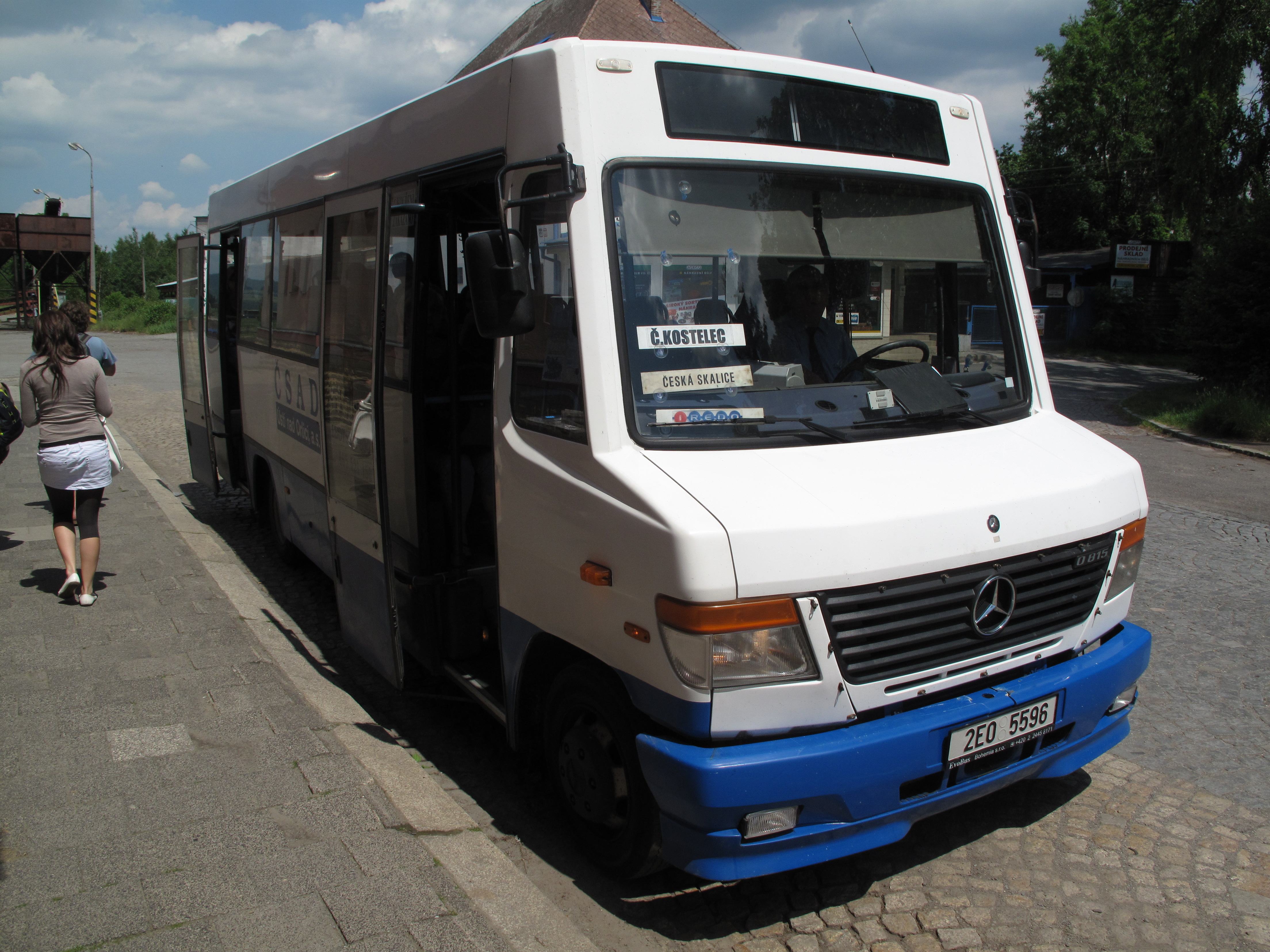
Minibus ČSAD Ústí nad Orlicí a. s. v Červeném Kostelci u nádraží v červnu 2011. Číslo linky v rámci systému IREDO není na vozidle viditelné, nenápadné logo systému se nachází v dolní části čelního skla pod tabulkou výchozí a cílové zastávky spoje.

IREDO neboli Integrovaná regionální doprava Královéhradeckého a Pardubického kraje je integrovaný dopravní systém autobusové a železniční dopravy v Královéhradeckém a Pardubickém kraji.  
První etapa byla zavedena 12. prosince 2004, v červnu 2010 byl rozšířen na celé území Královéhradeckého kraje a od 11. prosince 2011 byl rozšířen též na celý Pardubický kraj. Organizátorem je OREDO s. r. o. 

## Dopravní koncepce
V letech 2001–2002 byla v orgánech zastupitelstva Královéhradeckého kraje projednávána koncepce dopravní obslužnosti kraje a firma Výrek KID s. r. o. z Rychnova nad Kněžnou zpracovala analýzu a návrh organizace dopravní obslužnosti, na jehož základě zastupitelstvo kraje koncem roku 2002 rozhodlo o zřízení společnosti OREDO s. r. o. se sídlem v Hradci Králové k 28. lednu 2003.
V roce 2003 vypracovalo OREDO analýzu zátěžových proudů a odhalilo tak nevyváženosti přepravní nabídky, neprovázanost autobusového a železničního systému, neprovázanost dopravy na hranicích okresů a nevyváženost přístupu k různým dopravcům ohledně úhrady manipulačních spojů atd. Nový systém vycházel ze tří zásad: stanovení železniční dopravy jako páteře veřejné dopravy, zavedení taktového jízdního řádu a integrace dopravy v celém regionu. Dalšími optimalizačními metodami bylo zavedení malých autobusů či poptávkové dopravy (autobusy na zavolání), k němuž však bylo třeba překonat legislativní překážky – tzv. radiobus byl zaveden v Rychnově nad Kněžnou od 15. prosince 2003 jako první projekt tohoto typu v republice. Ve vztahu k výběrovým řízením byl roku 2004 zdůrazněn nárok na kvalitu, nejen na cenu.
V roce 2004 stále ještě nebyla vypracována globální koncepce dopravy v kraji, ale jen dílčí principy, návrhy investičních priorit, tarifního sbližování, pilotního integrovaného systému, standardů odbavovacích zařízení atd. Rada Královéhradeckého kraje 1. 9. 2004 schválila zadání Studie Integrovaná doprava v Královéhradeckém kraji společnosti ALG Finespa. Kvůli nedostatkům této studie však zastupitelstvo rozhodlo o jejím přepracování společností OREDO. S Univerzitou Pardubice OREDO také v roce 2005 spolupracovala na studii IDS Pardubického kraje. Dne 6. května 2005 schválila dozorčí rada OREDO plán postupné integrace území kraje s poslední fází plánovanou na prosinec 2008.

## Tarif IREDO
Byl zvolen zónově-relační tarif, jehož autorem byl ve své diplomové práci na Dopravní fakultě Univerzity Pardubice tehdejší student Pavel Matouš. Za svou práci dostal ocenění nejlepší diplomovou práci v ročníku 2002.[zdroj?]
V této diplomové práci se Pavel Matouš inspiroval klasickým IDS se sčítáním počtu projížděných zón a relačním IDS Východočeský dopravní integrovaný systém, které propojil do jednoho IDS. Zónově relační systém je zde pojmenován jako systém jízdného kalkulovaný mezi mikrozónami podle tzv. oportunitních nákladů individuální automobilové dopravy (tedy nákladů na jízdu sám autem, což je hlavní alternativa k veřejné dopravě). Pavel Matouš se později stal prvním a hlavním technologem, společnosti OREDO, kde byl systém pod jeho vedením dopracován, dostal konečný název IREDO a byl pilotně spuštěn na Broumovsku.[zdroj?]
Cena zvolen zónově-relačním tarifu v není dána počtem projetých zón, ale je explicitně stanovena tabulkou (též v mapové formě) pro každou dvojici zón. Ceny jsou odvozovány z tzv. tarifních jednic IREDO, které jsou obdobou tarifních kilometrů, v mapové formě ceníku na zastávkách jsou však uvedeny přímo ceny. Cenová pásma jsou odstupňována po 2 až 10 jednicích, poslední pásmo je pro 91 nebo více jednic. V celém Královéhradeckém kraji mělo být kolem 400 zón. Cestující musí mezi zónami uvedenými na jízdence cestovat buď nejkratším směrem, nebo cestou s nejmenším počtem přestupů, nejkratší docházkovou či přestupovou vzdáleností nebo časově nejvýhodnějším spojením. Cesta však nesmí proběhnout přes zóny s vyznačeným vyšším jízdným, než kolik činí jízdné z nástupní do cílové zóny. Doplatkovou jízdenku pro cestu přes dražší zónu lze zakoupit pouze v pokladnách Českých drah. Pro každou zastávku je k vylepení na zastávce vytvořena speciální mapka, na níž je v každé zóně vyznačena výše základního jízdného ze zóny, ve které se daná zastávka nachází, a v této zóně je vyznačeno jízdné uvnitř zóny.
Všechny jízdenky IREDO jsou plně přestupní, platí pro zařazené autobusové linky a pro druhou vozovou třídu osobních vlaků, spěšných vlaků a rychlíků. Sedmidenní (obousměrná) jízdenka má cenu osminásobku obyčejné jednosměrné jízdenky pro tutéž relaci, třicetidenní jízdenka stojí třicetinásobek obyčejné jednosměrné jízdenky. S rozšířením IREDO do Pardubického kraje byly zavedeny i 90denní jízdenky za 81násobek ceny obyčejné jízdenky. Na časovou jízdenku lze v období její platnosti v zaplacených zónách vykonat neomezený počet jízd. Jednoduchá jízdenka pro jednu zónu platí 1 hodinu a lze na ni v dané zóně cestovat neomezeně, vícezónová obyčejná jízdenka je jednosměrná a platí 5 hodin, přičemž v případě zpoždění je rozhodující příjezd do cílového zastávky podle jízdního řádu, nikoliv skutečný čas příjezdu.
Jízdenky IREDO se vydávají pouze v papírové formě, elektronická forma jízdenek zatím není zavedena. Celý sortiment jízdenek lze zakoupit v pokladnách Českých drah, u průvodčích Českých drah lze koupit obyčejnou nebo 7denní jízdenku, u řidičů autobusů zapojených do IREDO lze koupit obyčejnou, 7denní a 30denní jízdenku. V pokladnách Českých drah lze zakoupit kteroukoliv jízdenku až s dvouměsíčním předstihem. Síťová jednodenní jízdenka platí 1 kalendářní den a existuje ve variantě pro jednotlivce a ve variantě pro skupinu nejvýše 5 osob, z toho nejvýše 2 dospělých. V systému platí zákonné slevy pro děti, žáky, studenty a držitele průkazu ZTP a ZTP-P a rodiče navštěvující zdravotně postižené děti v ústavech. Zdarma se přepravují děti do 6 let a kočárky s dítětem. Držitelé průkazu PTP mají bezplatnou přepravu pouze v Královéhradeckém kraji.
Při jízdě z území IREDO mimo území IREDO se platí jízdné pro celou trasu podle tarifu dopravce, tarif IREDO nelze uplatnit. Ve vlacích Českých drah může cestující při jízdě v rámci území IREDO volit mezi tarifem ČD a tarifem IREDO, stejně tak ve vlacích společností Arriva a Leo Express. V některých relacích může cestující volit též tarif VYDIS. Při nákupu jízdenky přes elektronickou peněženku u autobusových dopravců, kteří je přijímají, je na obyčejné jízdné IREDO sleva 5 %, na časové jízdenky se sleva nevztahuje. In-karta Českých drah neopravňuje ke slevě na nákup jízdenky IREDO, lze jí však prokázat věk dítěte 6–15 pro nárok na zlevněné jízdné.

## Odbavovací a vyhodnocovací systém
V roce 2003 byl vytyčen úkol vyvinout softwarové prostředí pro zpracování údajů o tržbách a vytížení spojů ze všech typů odbavovacích zařízení a pro clearing trzeb. OREDO se v roce 2004 podílelo na vytvoření a zprovoznění vyhodnocovacího programu DHV Bus, který umožňuje přesně sledovat vytížení spojů i relace vydaných jízdenek. V roce 2005 bylo v rámci OREDO odděleno financování správy systému IREDO od dalších činností vykonávaných pro kraj. V roce 2005 byl vlastními silami OREDO vyhotoven vyhodnocovací program IREDO pro prostředí MS Access pro kontrolu vykazovaných tržeb a sledování počtu přepravených osob, protože to bylo sledáno výhodnějším, než kupovat pro daný účel některý z existujících produktů. 22. listopadu 2006 byla zastupitelstvem kraje schválena a metodika klíčování tržeb v IDS IREDO u časových jízdenek podle počtu spojů v jednotlivých úsecích, u přestupních jízdenek podle místa přestupu.
Pro sledování pohybu autobusů pro účely dopravních průzkumů (aktuální poloha vozidla, rychlost jízdy, doba zastávkových pobytů) bylo v roce 2007 pilotně nasazeno 7 GPS modulů v oblasti Broumovska, s výhledem využití i v dalších částech kraje. Na lince ČSAD Semily 630063, nahrazující zrušený železniční provoz mezi Kopidlnem a Dolním Bousovem, byla jednotka GPS využita k dispečerskému zajištění přestupních návazností.
11. dubna 2011 OREDO vyhlásilo veřejnou zakázku na modernizaci odbavovacího systému integrované dopravy Královéhradeckého a Pardubického kraje. Ze dvou uchazečů byla 3. srpna 2011 vybrána XT-Card a. s., za niž se vedoucím projektu stal Michal Holešovský, za OREDO je vedoucím projektu David Procházka. 14. září 2011 byla dokončena první etapa dodáním čtyř systémů: systém dispečerského řízení IREDO, systém certifikační autority IREDO, systém personalizací čipových karet a systém pro rozúčtování tržeb v IREDO. Ve druhé etapě do února 2012 má být dodán systém pro správu a evidenci karet IREDO, ve třetí etapě od ledna do července 2012 mají být dodány ostatní systémy pro platby a odbavení cestujících a má být zahájeno vydávání prvních 5 tisíc karet pro pilotní projekt. Ve čtvrté etapě do konce listopadu 2012 mají být upgradována odbavovací zařízení Mikroelektronika, vybavena kontaktní místa IREDO, zprovozněny funkce časových jízdních dokladů a elektronické peněženky, všechna zařízení označena podle pravidel publicity dotačního programu ROP SV a zahájen pilotní provoz. V páté etapě do konce ledna 2013 pak mají být systémy předány, vyškolen personál objednatele, ukončen projekt a zahájen rutinní provoz v celém systému IREDO. Celkové výdaje na systém byly vyčísleny na necelých 65 milionů Kč, financuje jej ROP NUTS II Severovýchod a Královéhradecký kraj.

## Informační systém

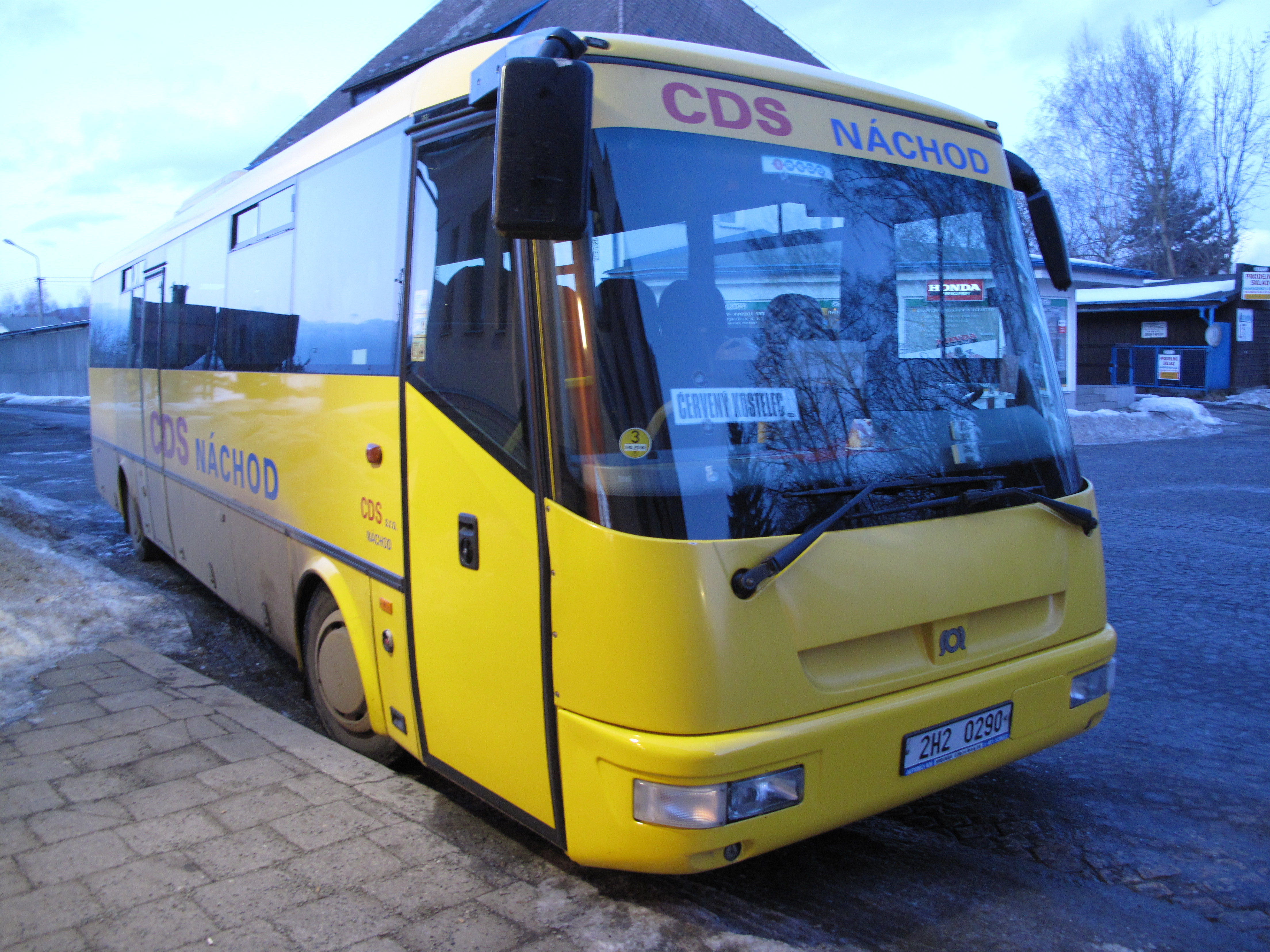
Autobus CDS Náchod v Červeném Kostelci. Logo IREDO se nachází tentokrát na malé cedulce v horní části čelního skla.

Autobusové linky jsou ve schématech sítě, záhlaví jízdních řádů a některých seznamech linek zjednodušeně označovány trojciferným číslem. V některých případech je jedna linka IREDO souhrnem více linek různých dopravců v téže trase. Číslo linky IREDO ve většině případů nemá souvislost s licenčním číslem linky. Svazek linek ze stejného místa nebo ve stejném směru zpravidla mívá skupinu po sobě jdoucích čísel, první číslice čísla linky souvisí s výchozím okresem:
- 1 okres Hradec Králové
- 2 okres Rychnov nad Kněžnou
- 3 okres Náchod
- 4 okres Trutnov
- 5 okres Jičín
- 6 okres Pardubice
- 7 okres Chrudim
- 8 okres Svitavy
- 9 okres Ústí nad Orlicí

V roce 2005 OREDO zakoupilo program ISY BUS pro tvorbu a tisk jízdních řádů.
OREDO vydávalo zpočátku samostatné sešitové jízdní řády pro IREDO Náchodsko a IREDO Rychnovsko, pro rok 2008 pak jeden společný sešit pro celou integrovanou oblast včetně oblasti připojené v únoru 2008. Pro rok 2009 byly vydány sešity opět samostatně s tím, že oblast Novoměstska byla uvedena v obou sešitech. Náklad od roku 2008 klesal, protože vyšší dostupnost internetového připojení snižuje poptávku po papírových informačních materiálech, v roce 2009 tak přestalo být vydávání sešitových jízdních řádů ziskové. Kromě běžných linkových jízdních řádů jsou v sešitu i různé souhrnné jízdní řády, odjezdníky z významných zastávek a přestupních uzlů, a na žádosti cestujících byly přidány i některé navazující trasy mimo systém IREDO (např. železniční trať 010 do Prahy). Do dalších let OREDO v roce 2008 plánovalo vydávat i menší, kapesní jízdní řády pro menší oblasti. K rozšíření IREDO na území celého Královéhradeckého kraje byly vydány nové sešity jízdních řádů podle okresů pro Hradecko, Jičínsko, Trutnovsko a Náchodsko.
Na zastávky s menší vývěsnou plochou není vyvěšována tarifní mapa celého systému IREDO ve formátu A2 či větším, ale jen příslušné logické oblasti na formátu A4, přičemž takto vymezených cca 8 oblastí se vzájemně překrývá.

## Standardy a dozor
Dne 1. října 2006 nabyly platnosti nové Technické a provozní standardy veřejné dopravy Královéhradeckého kraje včetně sankcí. OREDO začalo kontrolovat a postihovat předčasné odjezdy ze zastávky či nevyčkání přípoje. Za celý rok 2008 bylo zaměstnanci OREDO zjištěno 80 porušení standardů (zejména nedodržení čekací povinnosti na zpožděné spoje a zanedbání péče o informace na zastávkách) a dopravcům uloženy pokuty v celkové výši 12 000 Kč. V roce 2008 byli dopravci vyzváni k připomínkování standardů a na základě připomínek připravilo OREDO novelizaci.
V reakci na definování standardu středního autobusu (minimální obsaditelnost 40 osob, z toho 20 sedících, prostor pro
kočárek, celková délka cca 8 m, dvoje dveře, autobusová konstrukce, vzduchové pérování, nízkopodlažní prostor u řidiče) a poptávce po takových vozech (kraj předpokládal až 40% zastoupení této třídy) vyvinula firma SOR Libchavy v roce 2008 typ SOR 8,5, který v roce 2009 měl jít do výroby. Prototyp byl testován v roce 2009 u dopravce Audis bus a díky testům se podařilo výrazně snížit jeho spotřebu paliva.

## Vývoj a rozsah systému

### Původní stav dopravy a první optimalizace

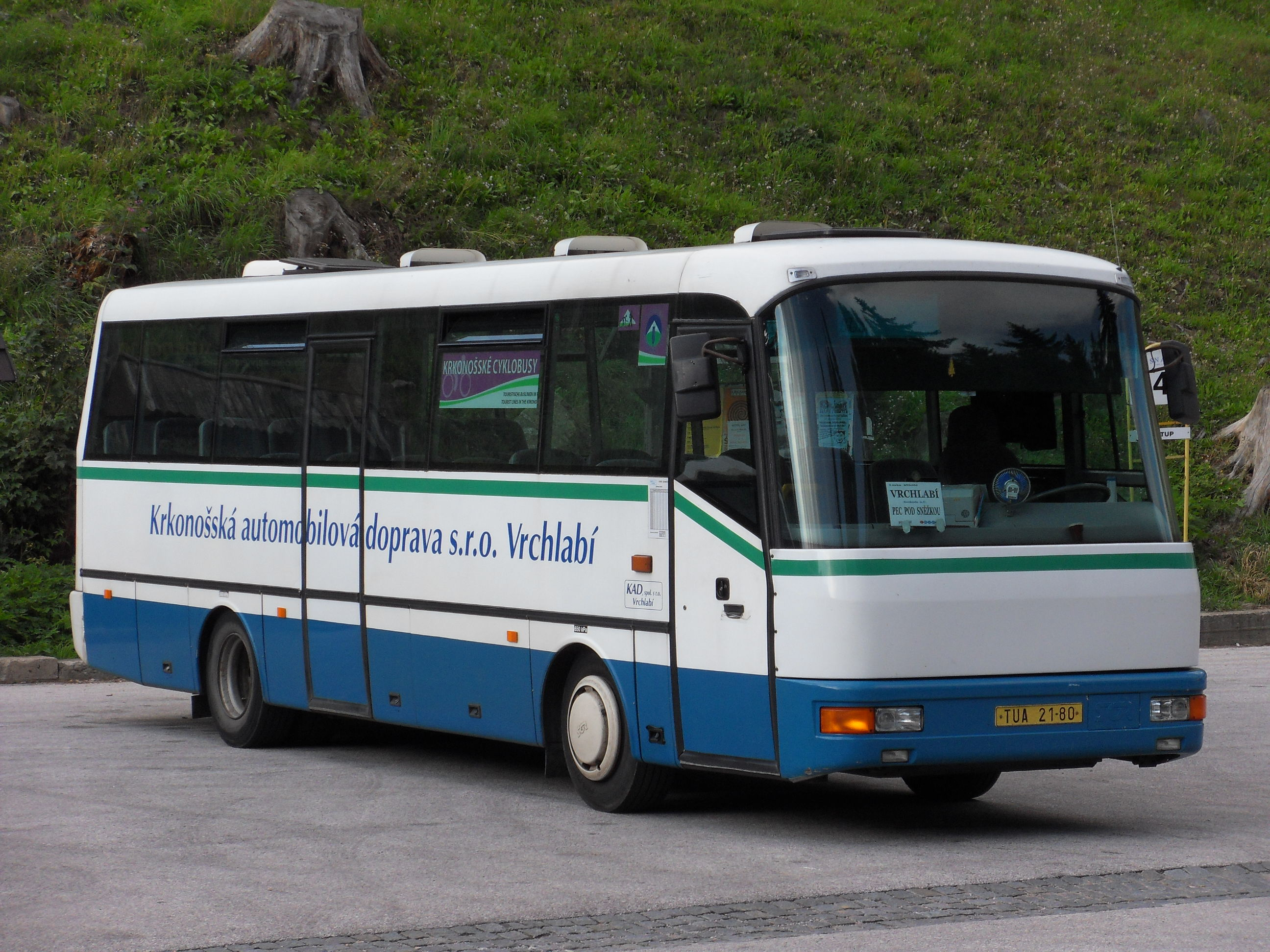
Autobus Krkonošské autobusové dopravy s. r. o. Vrchlabí v Peci pod Sněžkou. Drobné a zčásti zakryté logo IREDO se nachází v dolní části čelního skla

Roku 2004 průběžně pokračovala optimalizace systému, ve výroční zprávě byly vykázány úspory 1,22 milionu Kč optimalizací Třebechovicka a 0,177 km jako tzv. vedlejší finanční přínos optimalizace na Broumovsku, nevyčíslená částka optimalizací na Policku a Hronovsku, 0,66 milionu Kč zrušením zcela nevyužívaných spojů a 0,3 milionu Kč dalším omezováním přejezdových a souběžných km, 0,354 milionů odstraněním vícenásobně vykazovaných ujetých km (překryv spojů).
Pro autobusovou dopravu byl v roce 2004 stanoven rozpočet ve výši 175,019 milionů Kč, výroční zpráva očekávala, že skončí s přebytkem. Za prvních 11 měsíců roku byl podíl dopravců na dotovaných výkonech a nákladech takovýto:
- OSNADO: 2 959 044 km, náklady 78 858 523 Kč, dotace 29 333 917 Kč
- ORLOBUS: 2 385 410 km, náklady 63 571 177 Kč, dotace 29 230 732 Kč
- Connex Východní Čechy: 1 774 240 km, náklady 47 283 496 Kč, dotace 24 721 500 Kč
- ČSAD Semily: 1 670 808 km, náklady 44 527 033 Kč, dotace 21 215 549 Kč
- ČSAD Ústí nad Orlicí: 1 185 834 km, náklady 31 602 476 Kč, dotace 13 470 555 Kč
- AUDIS BUS: 868 357 km, náklady 23 141 714 Kč, dotace 15 871 366 Kč
- CDS Náchod: 823 742 km, náklady 21 952 724 Kč, dotace 8 898 266 Kč
- P-transport: 493 353 km, náklady 8 580 105 Kč, dotace 4 404 533 Kč
- KAD Vrchlabí: 393 685 km, náklady 10 491 705 Kč, dotace 4 736 034 Kč
- AP Tour: 305 373 km, náklady 8 138 190 Kč, dotace 3 844 644 Kč
- Transcentrum: 87 038 km, náklady 2 319 563 Kč, dotace 1 066 508 Kč
- ČSAP Nymburk: 33 374 km, náklady 889 417 Kč, dotace 586 519 Kč
- FASSATI: 17 100 km, náklady 455 715 Kč, dotace 362 745 Kč
- Dopravní podnik města Hradec Králové: 0 km, náklady a dotace 204 000 Kč
- Celkem: 12 997 358 km, náklady 342 015 838 Kč, dotace 157 946 868 Kč (+ záloha na prosinec 12 930 000 Kč)

K 10. prosinci 2006 bylo rozhodnuto vyjmout z dotace spoje s tržbami menšími než 3 Kč/km (v předchozích fázích optimalizace byl limit 1 Kč/km).
V roce 2009, po částečné integraci a různých krocích optimalizace, byl podíl dopravců na dotované dopravě v kraji na ročních výkonech následující:
- OSNADO: 3 124 525 km, náklady 89 378 591 Kč, prokazatelná ztráta 43 196 453 Kč
- ORLOBUS: 2 460 165 km, náklady 73 035 261 Kč, prokazatelná ztráta 41 149 377 Kč
- Veolia Transport Východní Čechy: 1 886 846 km, náklady 59 377 037 Kč, prokazatelná ztráta 39 196 736 Kč
- ČSAD Semily: 1 809 782 km, náklady 52 679 891 Kč, prokazatelná ztráta 29 886 915 Kč
- ČSAD Ústí nad Orlicí: 1 590 768 km, náklady 43 074 388 Kč, prokazatelná ztráta 23 412 707 Kč
- AUDIS BUS: 1 168 901 km, náklady 31 091 627 Kč, prokazatelná ztráta 23 127 631 Kč
- CDS Náchod: 1 087 286 km, náklady 27 596 264 Kč, prokazatelná ztráta 15 017 640 Kč
- P-transport: 576 098 km, náklady 13 413 573 Kč, prokazatelná ztráta 8 369 915 Kč
- KAD Vrchlabí: 421 132 km, náklady 12 516 133 Kč, prokazatelná ztráta 6 372 050 Kč
- AP Tour: 326 373 km, náklady 10 100 027 Kč, prokazatelná ztráta 6 336 559 Kč
- Transcentrum: 86 603 km, náklady 2 557 715 Kč, prokazatelná ztráta 1 394 904 Kč
- OAD Kolín: 35 723 km, náklady 1 054 851, prokazatelná ztráta 766 649 Kč
- CAR TOUR: 30 144 km, náklady 711 164, prokazatelná ztráta 349 358 Kč
- FASSATI: 22 464 km, náklady 663 287 Kč, prokazatelná ztráta 553 381 Kč
- TAD: 19 604 km, náklady 469 320 Kč, prokazatelná ztráta 181 760 Kč
- Silniční veřejná linková autobusová doprava celkem: 14 646 414 km, náklady 417 719 128 Kč, dotace 239 312 034 Kč

### Optimalizace železniční dopravy
Roku 2003 byla železniční doprava deklarována jako páteře veřejné dopravy, v roce 2004 OREDO korigovalo svou představu železnice jako páteřní sítě prohlášením, že musí dávat přednost železnici tam, kde je požadavek na vyšší dopravní výkony, ale stěží v řídce osídlených územích s rozptýleným osídlením, protože podpora železnice nesmí vést k neadekvátně vysokým podílům dotací na krytí nákladů. Bylo navrženo rozdělit železniční tratě v kraji do 4 kategorií podle významu, konkrétní rozdělení bylo zpracováno roku 2005.
Roku 2004 byla zrušena osobní železniční doprava na trati Hněvčeves – Smiřice, na hlavních tratích (031, 041) byl zaveden takt 30 či 60 minut. Objednávka vlakové dopravy v Královéhradeckém kraji na rok 2005 byla pravděpodobně v ČR první objednávkou vlakové dopravy ze strany kraje.
Od 11. prosince 2005 byla zavedena taktová doprava v intervalu 20, 60 nebo 120 minut na tratích 020, 021, 022, 023, 026, 031), na trati 026 v úseku Broumov – Otovice byla dotovaná doprava zrušena.
K 10. prosinci 2006 byla také dokončena optimalizace železniční dopravy taktovým provozem s maximem návazností na základě kategorizace tratí provedené předchozího roku a do systému byly plně zaintegrovány i rychlíky. Taktový provoz byl zaveden na trati 040. Trať 061 byla navržená ke zrušení provozu, ale zastupitelstvo kraje schválilo návrh obcí na zachování provozu jedním motorovým vozem.
Na železniční trati Kopidlno – Dolní Bousov byla v roce 2007 pracovních dnech zrušena osobní doprava a nahrazena autobusy, víkendový železniční provoz zůstal zachován. Jinak už byla železniční doprava v kraji stabilizovaná, bez větších změn. Za první čtvrtletí byla provedena analýza vytížení vlakových spojů s tržbou pod 5 Kč/km a navrženo jejich zrušení, které by představovalo ročně 73 tisíc vlakokilometrů a úsporu asi 3,8 milionu Kč.
V roce 2008 změn nebylo mnoho, byly zavedeny nové spěšné vlaky na tratích 031/032 a 026, spěšné vlaky z Trutnova do Chlumce nad Cidlinou byly prodlouženy až do Kolína náhradou za některé osobní vlaky a na trati 016 byla zrušena víkendová doprava.
V roce 2008 byl na letní sezónu obnoven přeshraniční provoz na trati Královec–Lubawka dopravci Viamont a Przewozy
regionálne, kvůli finančním problémům na polské straně však byl po sezóně provoz těchto víkendových vlaků i přes velkou vytíženost ukončen. V roce 2009 byly spoje na obou stranách prodlouženy do větších měst (Trutnov a Jelení Hora) a na všechny spoje byly nasazeny polské nízkopodlažní soupravy SA 134.
Dohoda mezi kraji, státem a Českými drahami o způsobu úhrady prokazatelné ztráty v drážní dopravě („Memorandum o zajištění stabilního financování dopravní obslužnosti veřejnou regionální železniční osobní dopravou“, projednané vládou 28. října 2009), uzavřená na roky 2010–2019, znamenala pro Královéhradecký kraj mimo jiné nutnost 8,5% redukce výkonů. Redukce postihla zejména spoje s malým počtem cestujících (5–20), zejména víkendové, dopolední, večerní a prázdninové, a vytíženější spoje s vysokým podílem fixních nákladů (soupravy s malým denním proběhem). Od března 2010 přestala být objednávána osobní doprava na tratích 028 Dobruška – Opočno pod Orlickými horami a 063 Kopidlno – Dolní Bousov.

#### Označení vlaků
S příchodem nových jízdních řádů jsou od 11. 12. 2022 některé vlaky v rámci IREDO označovány jako linky:
| Linka | Trasa linky                                                                   | Druh vlaku |
| R10   | Praha – Hradec Králové – Trutnov                                              | R          |
| R14A  | Pardubice – Hradec Králové – Liberec                                          | R          |
| V10   | Chlumec nad Cidlinou – Hradec Králové                                         | Os         |
| V2    | Hradec Králové – Týniště nad Orlicí – Letohrad                                | Sp         |
| V20   | Hradec Králové – Týniště nad Orlicí – Choceň                                  | Sp/Os      |
| V21   | Hradec Králové – Týniště nad Orlicí – Solnice                                 | Os         |
| V22   | Choceň – Týniště nad Orlicí – Častolovice – Rychnov nad Kněžnou – Solnice     | Os         |
| V23   | Týniště nad Orlicí – Doudleby nad Orlicí – Rokytnice v Orlických horách       | Os         |
| V24   | Hronov – Náchod – Týniště nad Orlicí – Choceň                                 | Sp         |
| V25   | Hronov – Náchod – Týniště nad Orlicí – Choceň; Opočno – Dobruška              | Os         |
| V3    | Pardubice – Hradec Králové – Náchod – Broumov                                 | Sp         |
| V30   | Starkoč – Náchod – Broumov                                                    | Sp         |
| V31   | Starkoč – Václavice                                                           | Os         |
| V32   | Meziměstí – Náchod                                                            | Os         |
| V33   | Adršpach – Teplice nad Metují (sezónní vlaky)                                 | Os         |
| V34   | Trutnov – Teplice nad Metují                                                  | Os         |
| V4    | Pardubice – Hradec Králové – Trutnov – Svoboda nad Úpou                       | Sp         |
| V40   | Trutnov – Svoboda nad Úpou                                                    | Os         |
| V41   | Trutnov – Chlumec nad Cidlinou – Velký Osek– Kolín                            | Sp         |
| V42   | Trutnov – Vrchlabí                                                            | Os         |
| V43   | Kunčice nad Labem – Vrchlabí                                                  | Os         |
| V44   | Trutnov – Libeč                                                               | Os         |
| V5    | Hradec Králové – Jičín – Turnov                                               | Sp         |
| V50   | Hradec Králové – Jičín – Turnov                                               | Os         |
| V51   | Městec Králové – Chlumec nad Cidlinou – Stará Paka – Lomnice nad Popelkou     | Os         |
| V6    | Pardubice – Hradec Králové – Jaroměř                                          | Sp/Os      |
| L3    | Liberec – Stará Paka – Jaroměř                                                | Os         |
| L5    | Stará Paka – Lomnice nad Popelkou (přesah z IDS IDOL)                         | Os         |
| L9    | Martinice v Krkonoších – Rokytnice nad Jizerou (přesah z IDS IDOL)            | Os         |
| S21   | Nymburk – Jičín (přesah z IDS PID)                                            | Os         |
| S36   | Mladá Boleslav – Mladějov v Čechách – Lomnice nad Popelkou (přesah z IDS PID) | Os         |
| D26   | Trutnov – Sędzisław (přesah z Koleje Dolnośląskie)                            | Os         |
| D28   | Wrocław – Adršpach (přesah z Koleje Dolnośląskie)                             | Sp         |

Prozatím je označena pouze část linek, převážně na území Královéhradeckého kraje.

### IREDO Náchodsko a Českoskalicko
Od 12. prosince 2004 byl zaveden IDS IREDO Náchodsko jako pilotní projekt integrovaného systému IREDO. Systém zahrnoval dva hlavní autobusové dopravce na Broumovsku, Policku, Hronovsku a severu Náchodska, CDS Náchod a P-transport. Omezením souběhů bylo ušetřeno několik vozů a zároveň rozšířena nabídka spojů. Základními principy integrace byla doprava v hodinovém taktu, návaznost mezi dopravci a mezi autobusy a železnicí, koordinace jízdních řádů a vzájemné vyčkávání, jednotný sešitový jízdní řád pro celou oblast a jednoduchý přestupní tarif. Na březen 2005 bylo plánováno rozšíření integrace na vlaky Českých drah, výhledově rozšíření systému do celého kraje.
V roce 2005 byla optimalizace dopravy na Náchodsku dolaďována – od 1. března 2005 byly do systému zapojeny osobní a spěšné vlaky Českých drah na tratích 026 a 047, od 10. prosince 2005 rychlíky na trati 026, od 1. března 2005 dvě autobusové linky ČSAD Ústí nad Orlicí, od 12. června 2005 jedna autobusová linka dopravce Rubr Hronov, byla posílena doprava v některých časech a relacích a systém IREDO propojen s MHD Náchod. Od 14. května 2005 byla jedna z linek IDS prodloužena do Polska (Kudowa-Zdrój).
K 10. prosinci 2006 byla optimalizována a integrována doprava na Červenokostelecku, Českoskalicku, Úpicku a Trutnovsku včetně železniční tratě Hradec Králové – Jaroměř – Trutnov a připojena k dosavadnímu systému IREDO Náchodsko. Do systému IREDO se zapojili dopravci OSNADO (9 linek) a ORLOBUS (1 linka).

### IREDO Rychnovsko

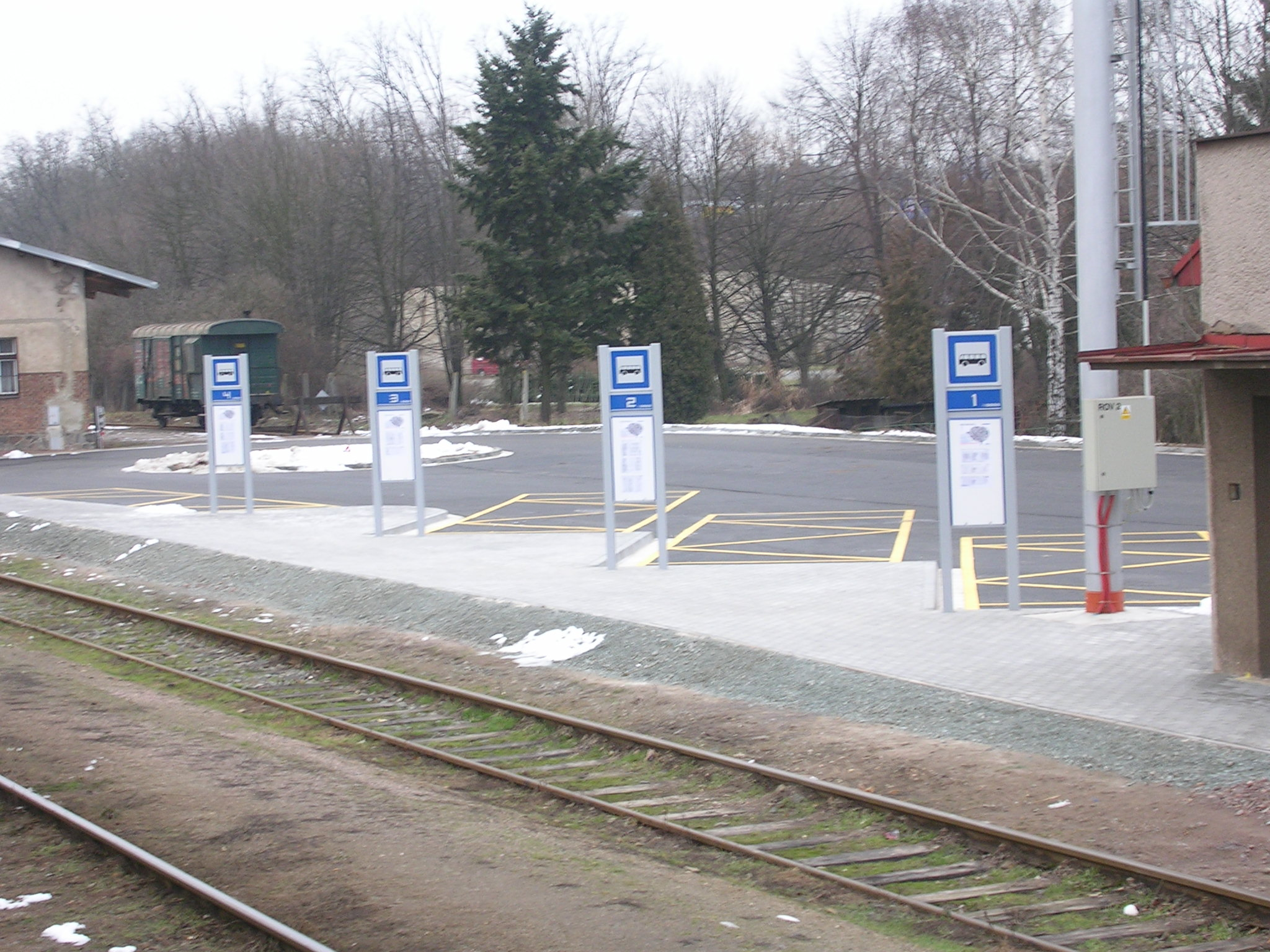
Nový autobusový terminál v Častolovicích, fotografie z roku 2005

Nově byla v roce 2005 optimalizována doprava na jižním Rychnovsku s přesahem k Hradci Králové i do Pardubického kraje (Žamberk, Ústí nad Orlicí), na Kostelecku, v Dobrušce a v Žamberku.
K 1. lednu 2006 byl na Rychnovsku zaveden tarif IREDO a vzájemné uznávání jízdních dokladů 5 dopravců (jízdenky IREDO vydávaly České dráhy, Audisbus a ČSAD Ústí nad Orlicí a uznávaly je na vybraných trasách též CDS, OSNADO a Connex Východní Čechy) a vznikl tak systém IREDO Rychnovsko.
V roce 2005 vznikly nové autobusové terminály u nádraží v Doudlebech nad Orlicí a Častolovicích.
Systém IREDO Rychnovsko byl od 1. září 2006 rozšířen na Choceňsko v Pardubickém kraji.

### Rozšíření na celý Královéhradecký kraj

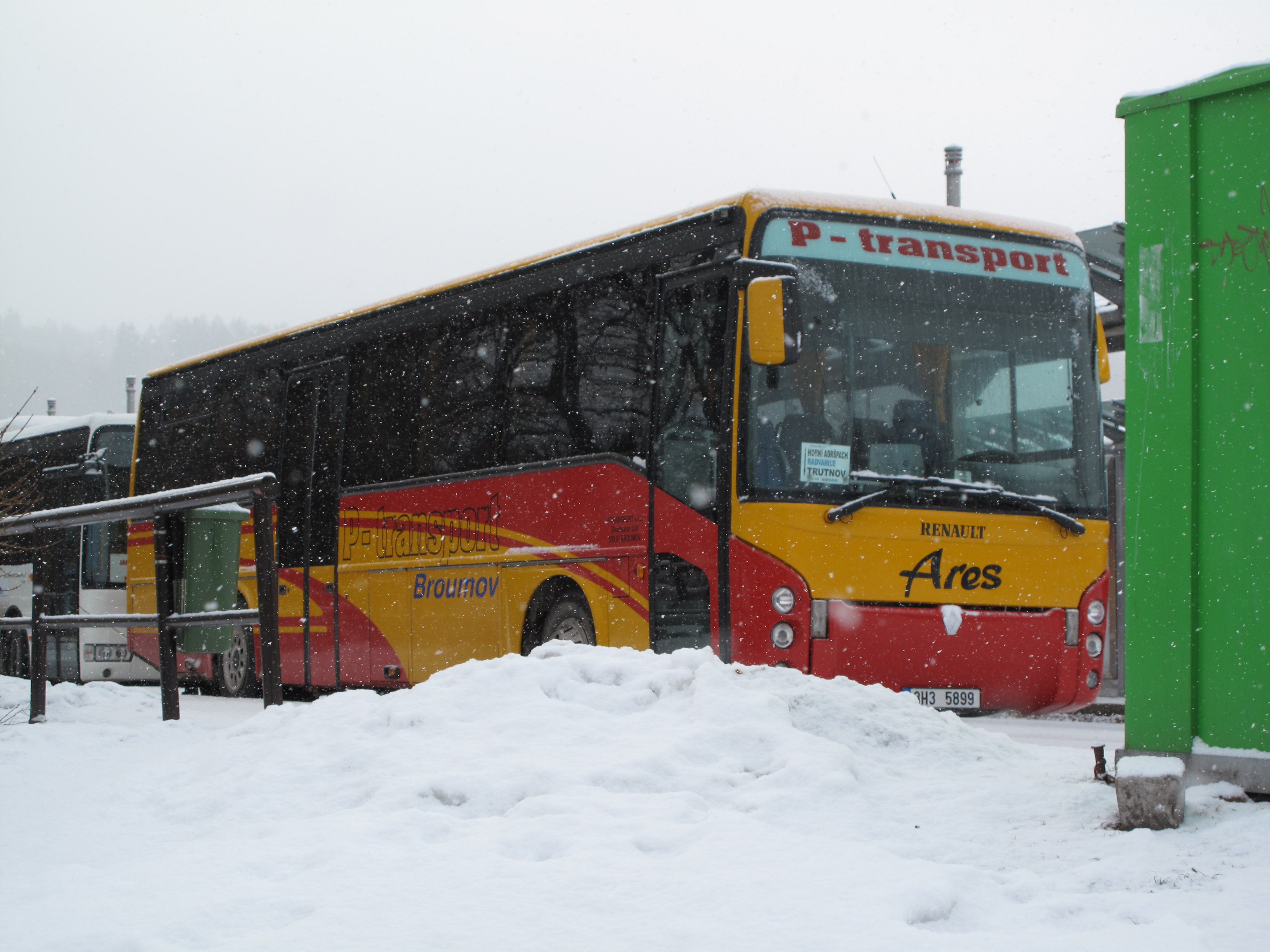
Autobus dopravce P-transport v Trutnově, březen 2009. Příslušnost k systému IREDO prozrazuje jen logo provedené drobným písmem v dolní části tabule za čelním sklem, o výšce písma několikanásobně menší než názvy stanic

V roce 2007 byly zahájeny práce na optimalizaci a zaintegrování dopravy na celém zbývajícím území kraje na konci roku 2008, rozdělené do tří projektů: V roce 2008 pokračovalo IREDO v práci na třech projektech rozšíření systému IREDO na celé území Královéhradeckého kraje, výroční zpráva z června 2009 počítala s realizací všech tří k 1. září 2009. Nové spoje byly navrhovány tak, aby předpokládaná průměrná tržba na nich byla nejméně 5 Kč/km.
- IREDO Novoměstsko a Jaroměřsko (včetně Dobrušska), dosavadní dopravci ORLOBUS (83 % výkonů, 42 autobusů), Connex Východní Čechy (5 autobusů), ČSAD Ústí nad Orlicí (3 autobusy) a SCR FASSATI Jaroměř (1 autobus). V roce 2007 byl navržen nárůst výkonů o 31 % při současném snížení potřeby z 51 převážně velkých autobusů na 42 autobusů, z toho 29 malých a středních.[10] Navrženo bylo spojení tohoto projektu s dosavadními IDS IREDO Náchodsko a IREDO Rychnovsko v jeden integrovaný systém IREDO, a to k 1. únoru 2008.[10] V roce 2008 byl uvažován nárůst výkonů o 24,7 % a počet autobusů 45, z toho 33 středních a malých. Ve třech hlavních směrech počítal projekt se společným taktem dotované dopravy s komerčními dálkovými linkami. Víkendovou dopravu projekt zatím neřešil.[6]

- IREDO Krkonoše (Trutnovsko, Hostinsko a Vrchlabsko). Zavedení bylo plánováno na 1. září 2008. V stávajícím systému 4 dopravci nasazovali celkem 52 autobusů, z toho OSNADO 37, KAD Vrchlabí 10, ČSAD Semily 4 a ČSAD Ústí nad Orlicí 1 autobus, přičemž ve srovnání s jinými regiony jsou zde vyšší tržby. Navržen byl nárůst výkonů o 30 % při současném snížení potřeby z 52 převážně velkých autobusů na 42, z toho 17 středních a malých.[10] Místo souběhu byly v řadě míst navrženy nové přestupní uzly, zejména Dvůr Králové nad Labem, Svoboda na Úpou, Hostinné[10] a Jičín.[6]

- IREDO Novobydžovsko, Chlumecko a Jičínsko. V dosavadním systému 6 autobusových dopravců nasazovalo celkem 74 autobusů, z toho ČSAD Semily 33, Connex Východní Čechy 29, AP TOUR 6, OSNADO 3, Transcentrum 2 a OAD Kolín 1. Ve víkendovém provozu bylo dotováno pouze 4,3 % z celkového rozsahu dopravy, doprava po 17. hodině večer byla nedostatečná. Navrženo bylo navýšení výkonů o 21 % a snížení potřeby autobusů na 57, z toho 20 středních a malých; víkendová doprava zatím v projektu nebyla řešena.[10] V roce 2008 počítal projekt s nárůstem výkonů o 20 % (zejména během dne, ve večerních hodinách, o víkendech a o prázdninách) a obsluhu 59 autobusy, z toho 21 malými a středními.[6]

Pro rok 2008 byl vydán již jen jediný společný sešit jízdních řádů IREDO, zahrnující jak oblast dvou dosavadních lokálních systémů Náchodsko a Rychnovsko, tak i mezilehlou oblast Novoměstska připravenou k integraci od února 2008. Od 1. února 2008 pak skutečně byly spojeny systémy IREDO Náchodsko a IREDO Rychnovsko a rozšířeny o nově začleněné oblasti Dobrušska, Jaroměřska, Novoměstska a Třebechovicka o jediného systému IREDO. Do systému přibylo 45 linek dopravce ORLOBUS, 11 linek dopravce Veolia Transport Východní Čechy a 1 linka dopravce Fassati. Zároveň došlo ke změně tarifu, která spočívala v mírném zvýšení cen jízdného, ale výraznému zlevnění jízd s přestupem a jízd oklikou.
V průběhu roku 2008 byly na dosud neoptimalizovaných územích zrušeny některé dotované spoje, které byly v souběhu s jinými dotovanými nebo komerčními spoji. Roku 2008 byla na základě rozhodnutí kraje provedena analýza autobusových spojů s tržbou do 5 Kč/km v systémech Náchodsko, Českoskalicko a Rychnovsko a tyto spoje byly rozděleny do 4 kategorií a posuzovány z různých hledisek (párové spoje k vytíženému směru či spoje využívané školáky, spoje s předpokladem využití na předplatní či přestupní jízdenky, spoje, jejichž zrušení by výrazně zhoršilo dopravní obslužnosti obcí a spoje způsobilé ke zrušení). Spoje z poslední kategorie byly zrušeny, což představovalo v jednotlivých oblastech úsporu mezi 1 a 2 % výkonů; spoje z předposlední kategorie rozhodl kraj zachovat.
Protože kvůli sporům s dopravci bylo celoplošné zavedení IREDO odloženo, v roce 2009 došlo jen k dílčím změnám, například začlenění trasy Dvůr Králové nad Labem – Trutnov do IREDO. Roční úsporu integrací této trasy vyčíslilo OREDO na 1 milion Kč. Od 1. dubna 2009 byla do IREDO začleněna městská autobusová doprava ve Dvoře Králové nad Labem.
13. června 2010 byl systém IREDO podle projektů rozšířen na celé území Královéhradeckého kraje. Po 9 měsících byla opět provedena analýza spojů s tržbou do 5 Kč/km a k 12. 6. 2011 přestaly být některé z nich dotovány.

### Krize v roce 2009
Dne 17. července 2009 vytvořili čtyři dopravci (OSNADO spol. s r. o. ČSAD Semily a. s., Veolia Transport Východní Čechy a. s., Orlobus a. s.) „Sdružení dopravců Královéhradeckého kraje“, jehož deklarovaným cílem bylo bránit se způsobu, jakým kraj a organizace OREDO chtěly od 1. září 2009 rozšiřovat integrovaný systém IREDO a optimalizovat autobusovou dopravu v kraji. Po ostrých konfrontačních prohlášeních z obou stran 28. července 2009 hejtman Lubomír Franc oznámil, že optimalizace a integrace se odkládá na termín 13. prosince 2009. 31. srpna 2009 kraj společnosti OSNADO bez zdůvodnění oznámil a pro MF Dnes ústy svého mluvčího potvrdil, že snížil svou objednávku výkonů od společnosti OSNADO asi o 20 % a výkony na těchto linkách si objednal u tří jiných dopravců, a to od 1. září 2009 na jedné lince (Dvůr Králové nad Labem – Náchod) s náhradním dopravcem ČSAD Ústí nad Orlicí (bylo realizováno), a od 1. října 2009 na celkem 6 linkách s předpokládanými náhradními dopravci Trutnovská autobusová doprava a P-Transport). 31. srpna 2009 vydalo OSNADO tiskovou zprávu, v níž proti snížení objednávky protestovalo a prohlásilo, že na linky má platné licence a jízdní řády a bude na nich tedy jezdit i nadále, ač to znamená zdvojení spojů. 1. září 2009 bylo oznámeno, že ČSAD Semily a. s. vystoupila ze Sdružení dopravců Královéhradeckého kraje a rozhodla se dále jednat samostatně, 3. září 2009 oznámili vystoupení ze sdružení a jeho zánik i zbylí tři členové.
Ke změně jízdního řádu od 13. prosince 2009 Královéhradecký kraj snížil rozsah dopravy objednané u OSNADO o 37 % a tyto výkony z ekonomických důvodů bez výběrového řízení převedl na dopravce P-transport Broumov a Trutnovská autobusová doprava (Trutnovsko), ČSAD Ústí nad Orlicí (Královédvorsko) a ČSAD Semily (Novopacko). Dopravce oznámil, že omezí dopravu v souladu s omezením objednávky. Roční úsporu změnou dopravce vyčíslilo OREDO ve výroční zprávě na 2 miliony Kč.
OREDO ve výroční zprávě uvedlo že neochota těchto čtyř dopravců ke spolupráci s Oredem vedla k odložení plánovaného termínu rozšíření IREDO na celý kraj z 1. září 2009 na 13. června 2010. Dopravce OSNADO podle Oreda přišel o většinu svých výkonů proto, že odmítal dvousložkovou cenu.

### Styk se sousedními územími
Již od 14. května 2005 byla jedna z linek IDS IREDO Náchodsko prodloužena do Polska (Kudowa-Zdrój).
V roce 2007 se systém IREDO rozšířil dále do Polska a uvažovalo se o ještě větším přesahu.
V roce 2007 byl umožněn přesah Integrovaného dopravního systému Pardubického kraje do Královéhradeckého kraje a předběžně dohodnuta návaznost a integrace systému IREDO se systémem IDOL v Libereckém kraji (sjednocení slev, možnost cestování přes hranici kraje, kompatibilita čipových karet). Na jednání ČAOVD se nepodařilo prosadit myšlenku vytvoření celostátního IDS.

### Rozšíření na Pardubický kraj
Od 1. dubna 2010 převzala OREDO s. r. o. na základě výběrového řízení organizaci Integrovaného dopravního systému Pardubického kraje, k 12. lednu 2011 Pardubický kraj vstoupil do OREDO s. r. o. a stal se jejím polovičním vlastníkem, 11. prosince 2011 pak byl systém IREDO rozšířen do Pardubického kraje na všechny vlaky kategorií osobní vlak, spěšný vlak a rychlík a na integrované autobusové spoje. a zároveň dosavadní Integrovaný dopravní systém Pardubického kraje zanikl.
Prodej 90denních, 30denních a 7denních jízdenek IDS Pk byl ukončen v době 90, 30 či 7 dnů před zrušením systému tak, aby jejich platnost nepřesahovala existenci systému. Čipové karty IDS Pk mohou v systému IREDO sloužit pouze jako elektronická peněženka (se slevou 5 % na jednotlivém jízdném) a nelze je použít jako nosič jízdenky.
Média zavedení IREDO kritizovala jako nezdařilé. Cestující si stěžovali na špatné jízdní řády a návaznosti, řidiči na nedostatečné jízdní doby a obratové časy. Jízdní řády údajně místy počítají s rychlostí přes 50 km/h v obci a nepočítají s dostatečným časem pro odbavení cestujících v zastávkách. Ve snaze dodržovat jízdní řády docházelo mnohde k nedodržování bezpečnostních přestávek. Stěžovala si například města Česká Třebová (na rozdělení jednoho města do tří pásem, nedodržování jízdních dob a nevhodnost načasování spojů pro dojíždění do škol i o zaměstnání), Svitavy (na nevhodné umístění konečné, chybějící zastávky, zbytečně dlouhé trasy spojů) a Ústí nad Orlicí. Podle starosty České Třebové společnost OREDO s obcí vůbec nekomunikuje a na připomínky nedbá. Pro Českou televizi se jednatel OREDO Vladimír Záleský odmítl vyjádřit. Náměstek hejtmana Jan Tichý uvedl, že za případné chyby je odpovědná společnost OREDO. Kraj společnosti OREDO uložil vyřešit všechny připomínky do 6. června. Technolog veřejné dopravy ze společnosti OREDO Tomáš Jurček přislíbil úpravu jízdních řádů, původně připravoval změnu k 4. či 6. březnu, ale kraj rozhodl o posunutí termínu na 1. dubna 2012, aby bylo možno zpracovat připomínky všech obcí.

### Systémy městské dopravy
Do systému IREDO byly postupně začleněny systémy MHD Dvůr Králové nad Labem, Vrchlabí, Rychnov nad Kněžnou (od 1. září 2011 plná integrace, předtím zde byly pouze uznávány jízdenky vydané jinde), Náchod a Týniště nad Orlicí. Městská hromadná doprava v Hradci Králové do systému IREDO zapojena není.
K 11. prosinci 2011 v rámci rozšíření systému IREDO na Pardubický kraj k němu byla plně připojena MHD v Přelouči. Od téhož dne platí v MHD Chrudim vícedenní časové jízdní doklady IREDO (tj. 7denní, 30denní a 90denní) s počáteční či cílovou zónou Chrudim.
MHD Pardubice do systému IREDO zapojena není, ale pro zóny I+II MHD Pardubice se v pokladnách železničních stanic vydává zvýhodněná papírová jízdenka k časovým jízdenkám IREDO, kde výchozí nebo cílovou zónou (dle letáku i tranzitní zónou) je zóna 600 (Pardubice), 605 (Lázně Bohdaneč) nebo 608 (Staré Čívice). Nákup této papírové jízdenky je možný pouze současně s nákupem příslušné navazující časové jízdenky IREDO a pouze pro stejný typ jízdného a stejné časové období.
MHD Hradce Králové a Pardubic a vybrané železniční tratě v okolí jsou zařazeny do integrovaného tarifního systému VYDIS, který s tarifem IREDO není nijak propojen, ale některé trasy spadají do obou systémů.
Kromě MHD v krajských městech zbývá na začátku roku 2025 integrovat systémy ve městech Litomyšl, Ústí nad Orlicí, Jičín, Polička, Kostelec nad Orlicí a Špindlerův Mlýn. Některé z těchto měst se silně staví proti začlenění do IDS z důvodu možnosti nastavení vlastních tarifů.